# جمال الطيراوي
جمال الطيراوي (مواليد 1966) ولد في مخيم بلاطة بنابلس شمال الضفة الغربية، بعد أن هجّرت عائلته عام 1948 من قرية الطيرة، وقد درس المرحلتين الأساسية الابتدائية والاعدادية في مدارس الوكالة الانروا بالمخيم.
هو نائب فلسطيني وعضو في حركة فتح وعضو سابق ومتحدث باسم حركة فتح في المجلس التشريعي الفلسطيني والناطق السابق باسم حركة فتح في تلك الهيئة والقائد السابق لجهاز المخابرات العامة الفلسطينية والقائد السابق في كتائب شهداء الأقصى.
ابن عمه توفيق الطيراوي هو رئيس جهاز المخابرات العامة سابقاً، ورئيس مجلس أمناء جامعة الاستقلال سابقاً.
في جلسة للمجلس التشريعي الفلسطيني لمناقشة اقتراح محمود عباس بإجراء استفتاء في 26 يوليو 2006 قال الطيراوي أن: «دور المجلس التشريعي الفلسطيني هو تفعيل الحوار بين الفلسطينيين ومن حق رئيس السلطة الوطنية الفلسطينية أن يدعو إلى إجراء استفتاء ... نحن كفلسطينيين لدينا الحق في تقديم إجاباتنا في الاستفتاء ولا يعني الاستفتاء وقف الحوار».
في عام 2005 اتهم الطيراوي بتجنيد المراهق الفلسطيني صلاح الجيتان للقيام بهجوم انتحاري. أبلغ المراهقون المحققين بأن قادة كتائب شهداء الأقصى قد ضغطوا عليه لتنفيذ تفجير انتحاري بعد أن قاتل مع والده وهددوا بقتله أو الإفراج عن بيان يتهمه بأنه متعاون مع إسرائيل إذا لم ينفذ الطلب. اعترض الطيراوي على إسرائيل قائلا أن الإسرائيليين كاذبون وأن الصبي قد جاء فعلا إلى كتائب التطوع لأداء هجوم ولكن الكتائب رفضت استخدامه لأنه كان الابن الوحيد في الأسرة.
في مايو 2007 ألقي القبض على الطيراوي أثناء غارة إسرائيلية على نابلس بتهم تجنيد مهاجمين انتحاريين وإمدادهم بالأسلحة. أغلق أعضاء كتائب الأقصى عدة شوارع وسط مدينة نابلس وأحرقوا إطارات السيارات احتجاجا على السلطة الوطنية الفلسطينية لعدم منحهم حماية كافية من أعضاء المجلس التشريعي الفلسطيني واتهام الحكومة الفلسطينية بالتآمر مع الاحتلال الإسرائيلي.
في أغسطس 2007 أدين الطيراوي كشريك في هجوم انتحاري عام 2002. في الهجوم غادر عضو كتائب شهداء الأقصى منزل الطيراوي في نابلس وقام بالهجوم في إسرائيل مما أدى إلى تفجير نفسه في مقهى بياليك وهو مقهى في تل أبيب. قتلت امرأة إسرائيلية راحيل تشرخي في الهجوم وأصيب 29 آخرون.بيوم-30.03.2002 داخل تل ابيب، جراء انفجار، وتوفت بيوم-04.04.2002. معلومات اضافية: قتلت في عملية انفجار في مقهى